# Karl Theodor Hilsenberg
Karl (ou Carl) Theodor Hilsenberg (né à Erfurt le 11 mars 1802 et mort sur l'île Sainte-Marie près de Madagascar le 11 septembre 1824) est un naturaliste et botaniste allemand qui a mené des études botaniques et zoologiques à Madagascar et aux Mascareignes au début des années 1820. Il accompagnait parfois le botaniste d'origine tchèque Wenceslas Bojer lors de ses excursions. Son abréviation officielle d' auteur botanique est « Hils ».

## Biographie
Karl Theodor Hilsenberg est né à Erfurt est une ville d'Allemagne, capitale de la Thuringe le 11 mars 1802.
Après avoir obtenu son diplôme d'études secondaires, Hilsenberg apprend le métier de chirurgien auprès de son père, Z. Casper Hilsenberg . À l'âge de 17 ans, il se rend à Vienne, où il travaille comme chirurgien. Il rencontre le botaniste Leopold Trattinnick , qui lui offre un poste d'assistant dans son cabinet de botanique. Au début de 1820, Hilsenberg devient secrétaire de Franz Wilhelm Sieber. Au printemps 1820, Hilsenberg et Sieber entreprennent une excursion botanique au Tyrol. Au retour, leurs chemins se séparèrent à Bolzano, de sorte qu'Hilsenberg parcourut seul le Tyrol,.
En mars 1821, Hilsenberg part pour l'île Maurice avec le botaniste d'origine tchèque Wenceslas Bojer. Ils atteignent l'île en juillet de la même année après une traversée de 105 jours. Bojer et Hilsenberg découvrent de nouveaux taxons végétaux à l'île Maurice et à la Réunion. Au nom de Robert Townsend Farquhar (1776–1830), alors gouverneur de l'île Maurice, ils se lancent pendant un an et demi dans une expédition à Madagascar non encore exploré par les Européens. Sa récolte de graines, de plantes et d'animaux est envoyée à la Société linnéenne de Londres. Le matériel botanique a été en partie décrit à titre posthume par Bojer, citant Hilsenberg comme co-auteur. En 1822, Hilsenberg écrit la première description scientifique de l' albatros à bec noir ( Phoebetria fusca ), basée sur un spécimen capturé dans le canal du Mozambique.
En octobre 1823, Hilsenberg retourne brievement à l’île Maurice puis se rend à nouveau à Madagascar, où en août 1824 il tombe malade du paludisme (« fièvre de Madagascar »). Il décède à l'âge de 22 ans le 11 septembre 1824 sur l'île Sainte-Marie.